# Stadtteil-Historiker
Das Projekt Stadtteil-Historiker möchte Menschen aller Alters- und Berufsgruppen dazu bewegen und befähigen, ein stadthistorisches Thema ihrer Wahl zu erforschen und öffentlichkeitswirksam aufzubereiten. Es wendet sich insbesondere an Laienhistoriker, denen es die notwendige fachliche und praktische sowie auch eine finanzielle Unterstützung zur Realisierung ihres Projektes zukommen lässt. Historisches Interesse und historisches Wissen findet man in allen gesellschaftlichen Schichten und Altersstufen – das Projekt möchte diesen Schatz für die Stadtgesellschaft heben. Die Stadtteil-Historiker haben, oftmals von ihren individuellen Biografien ausgehend, einen eigenen Blick auf die Stadtgeschichte und leisten so einen Beitrag zu ihrer Erforschung. Das Projekt Stadtteil-Historiker bietet diesem breiten Geschichtsinteresse einen Rahmen und möchte so auch das Engagement der traditionsreichen Heimatvereine und Geschichtsvereine ergänzen und unterstützen. Somit ist es ein Beispielprojekt für die Citizen Science.

## Entstehung
Das Frankfurter Projekt Stadtteil-Historiker wurde im Jahr 2007 von der Stiftung Polytechnische Gesellschaft entwickelt und ins Leben gerufen. In den Jahren 2012 bis 2014 wurde es von Wolfgang Meseth und Karola Cafantaris (Philipps-Universität Marburg/Goethe-Universität Frankfurt) wissenschaftlich begleitet. Die Untersuchung wies dem Projekt ein „Alleinstellungsmerkmal in der deutschen Bildungslandschaft“ zu und bescheinigte u. a.: „Hinsichtlich seiner Idee und seiner Umsetzung zählt das Projekt Stadtteil-Historiker zweifelsfrei zur Avantgarde auf dem Feld der geschichtsbezogenen Erwachsenenbildung. Es verbindet Ideen der kulturellen Bildung mit denen der citizenscience und ermöglicht Bürgerinnen und Bürgern der Stadt Frankfurt bildungsbezogene Entfaltungsspielräume, die nachhaltig in die Geschichtskultur der Stadt zurückwirken.“

## Zielsetzung
Ziel des Projekts Stadtteil-Historiker ist es, vor Ort geschichtsinteressierte Bürger zu finden, sie fachlich und methodisch zu qualifizieren, ihr ehrenamtliches Engagement sichtbar zu machen und sie bei der Verbreitung ihrer Recherche-Ergebnisse in der Öffentlichkeit zu unterstützen. Die fachliche Begleitung erfolgt beispielsweise durch Werkstatt-Treffen. Wichtiger Bestandteil des Projekts ist auch der informelle, von einem Projektkoordinator moderierte Austausch in regelmäßigen Treffen der Teilnehmer. Zur Unterstützung in der Ausschreibungsphase, zur Suche nach weiteren Quellen und Zeitzeugen und zur Publizierung der Ergebnisse der Recherchen haben sich lokale Medienpartnerschaften bewährt.

## Förderung
Das Projekt Stadtteil-Historiker ist auf Übertragbarkeit und Skalierbarkeit hin angelegt. Initiatorin des Projektes Stadtteil-Historiker ist die Stiftung Polytechnische Gesellschaft Frankfurt am Main. Konzeption, Organisation und Finanzierung der Werkstatt-Treffen der ersten drei Frankfurter Projektphasen leistete die Gerda Henkel Stiftung und trug damit wesentlich zum Profil des Projektes bei. Das Projekt Stadtteil-Historiker kann ohne weiteres auf andere Städte übertragen werden. Seit dem Projektstart in Frankfurt am Main 2007 haben weitere Standorte das Projekt in eigener Trägerschaft als Kooperationspartner der Stiftung Polytechnische Gesellschaft übernommen: Seit 2016 gibt es Stadtteil-Historiker in Wiesbaden (dort in Trägerschaft der Wiesbaden Stiftung). In Darmstadt-Eberstadt startete das Projekt in Trägerschaft der Hans Erich und Marie Elfriede Dotter-Stiftung 2018. Im Ruhrgebiet wurde das Projekt im Frühjahr 2019 aufgebaut (Träger dort: GLS Treuhand e. V. in Zusammenarbeit mit Gerda Henkel Stiftung, Bürgerstiftung Duisburg, Stiftung Geschichte des Ruhrgebiets und Ruhr Museum). Unter dem Titel „Stadt-Historiker“ wurde das Projekt im Herbst 2020 erstmals in Bad Homburg vor der Höhe ausgeschrieben (Träger: Stadt Bad Homburg, Magistrat / Fachbereich Kultur und Bildung, unterstützt von der Werner Reimers Stiftung).